# Rafael Brito
Rafael Alexandre de Sousa Gancho de Brito (Almada, 19 gennaio 2002) è un calciatore portoghese, centrocampista del Casa Pia.

## Carriera

### Club
Cresciuto nel settore giovanile del Benfica, ha esordito con la seconda squadra l'11 agosto 2019, in occasione dell'incontro di Segunda Liga vinto per 2-1 contro l'Estoril Praia.
Il 25 giugno 2022 viene ceduto in prestito al Marítimo e il 4 settembre seguente esordisce in Primeira Liga, disputando l'incontro perso per 2-1 contro il Santa Clara.

### Nazionale
Ha rappresentato le nazionali giovanili portoghesi.

## Statistiche

### Presenze e reti nei club
Statistiche aggiornate al 9 ottobre 2022.
| Stagione        | Squadra         | Campionato      | Campionato | Campionato | Coppe nazionali | Coppe nazionali | Coppe nazionali | Coppe continentali | Coppe continentali | Coppe continentali | Altre coppe | Altre coppe | Altre coppe | Totale | Totale |
| Stagione        | Squadra         | Comp            | Pres       | Reti       | Comp            | Pres            | Reti            | Comp               | Pres               | Reti               | Comp        | Pres        | Reti        | Pres   | Reti   |
| --------------- | --------------- | --------------- | ---------- | ---------- | --------------- | --------------- | --------------- | ------------------ | ------------------ | ------------------ | ----------- | ----------- | ----------- | ------ | ------ |
| 2019-2020       | Benfica B       | LdH             | 14         | 0          |                 | -               | -               |                    | -                  | -                  |             | -           | -           | 14     | 0      |
| 2020-2021       | Benfica B       | LdH             | 22         | 0          |                 | -               | -               |                    | -                  | -                  |             | -           | -           | 22     | 0      |
| 2021-2022       | Benfica B       | LdH             | 27         | 0          |                 | -               | -               |                    | -                  | -                  |             | -           | -           | 27     | 0      |
| 2022-2023       | Marítimo        | PL              | 4          | 0          | CP+CdL          | 0               | 0               |                    | -                  | -                  |             | -           | -           | 4      | 0      |
| Totale carriera | Totale carriera | Totale carriera | 67         | 0          |                 | 0               | 0               |                    | -                  | -                  |             | -           | -           | 67     | 0      |